# Las Torres de Guadalupe
Las Torres de Guadalupe är en ort i Mexiko.   Den ligger i kommunen García och delstaten Nuevo León, i den centrala delen av landet, 700 km norr om huvudstaden Mexico City. Las Torres de Guadalupe ligger 739 meter över havet och antalet invånare är 1 010.
Terrängen runt Las Torres de Guadalupe är varierad. Runt Las Torres de Guadalupe är det tätbefolkat, med 266 invånare per kvadratkilometer. Närmaste större samhälle är García, 2,9 km öster om Las Torres de Guadalupe. Omgivningarna runt Las Torres de Guadalupe är i huvudsak ett öppet busklandskap.